# ヘルスピア倉敷

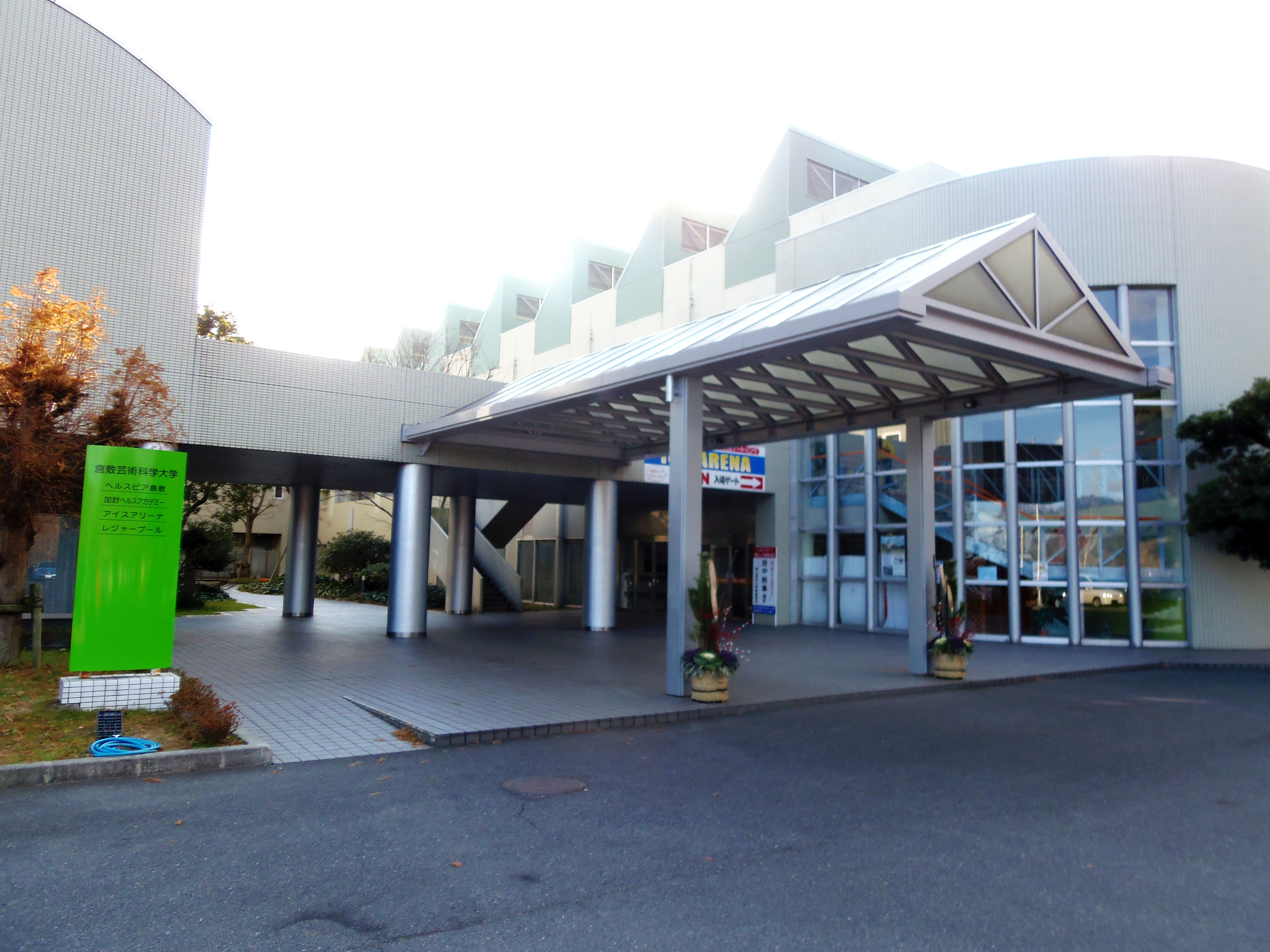
ヘルスピア倉敷

ヘルスピア倉敷（ヘルスピアくらしき、Sporting House Healthpia）は、岡山県倉敷市水島地区にある、スポーツ施設を中心とした複合施設である。

## 概要
高梁川左岸の倉敷市連島町西之浦・大平山山上にある倉敷芸術科学大学付属の健康・スポーツ科学の研究施設である。屋外レジャープールとスケートリンク等の付属のスポーツ施設を一般に開放している。
土地・建物は学校法人加計学園が所有し、スポーツ施設を同学園の系列会社であるSID創研が運営。なお、スケートリンクの管理・業務は岡山県スケート連盟が受託している。
当施設の旧称および前身はウェルサンピア倉敷（略歴項目にて後述）。
- 所在地　岡山県倉敷市連島町西之浦4141

- 北緯34度33分15.8秒 東経133度43分16.4秒 / 北緯34.554389度 東経133.721222度
- ヘルスピア倉敷 - 地理院地図
- ヘルスピア倉敷 - Google マップ

## 一般施設
- 宿泊 (一般客向け)
- ファスティングヘルス
- ラドン温浴施設
- レストラン
- レンタルルーム (宴会・会議施設)

## スポーツ施設
- 運営 - 株式会社SID創研 - 岡山県岡山市北区蕃山町1番20号　 岡山県開発公社ビル2F

### スケートリンク
リンクの広さ60m×30m、岡山県内唯一の公式リンク、アイススケート競技の拠点として岡山県スケート連盟と業務提携を結んでいる。一般利用やフィギュアスケート、スピードスケート、アイスホッケーなどの競技にも利用出来、2025年には第79回国民スポーツ大会冬季大会スケート競技が開催予定。2014年12月より冬季のみ営業から通年営業となった。

### 屋外プール
全長190ｍの流水プール、幼児用プール、子供用プール、全長90ｍのウォータースライダー、全長27ｍの直線スライダーとなどの各種プールを完備するレジャー用プール。
現在は閉業している。

### フットサルコート
2面・ナイター設備完備。2012年4月1日よりファジアーノ岡山サッカースクール倉敷校が開校。

### その他
- テニスコート　砂入り人工芝コート6面・ナイター設備
- スカッシュ　1面
- ボルダリング
- 卓球

## 略歴
前施設のウェルサンピア倉敷は1992年、社会保険庁が保養施設として建設、厚生年金事業振興団が運営していた。地下1階、地上6階の本館に加え、スケートリンク、テニスコート、グラウンド、レジャープールなどのスポーツ施設のほか、結婚式場や会議室も備え、年間20万人以上が利用していた。中でも、かつてスケートリンクは県内唯一の日本スケート連盟の公認施設で、開設以来、県内のスケート人口を増やし、オリンピック代表選手を生むなどスケートレベル向上に貢献してきた。
しかし、2005年、社保庁が年金保険料を流用して保養施設を建てたことが世間の批判を浴び、同様の全国302の施設は廃止・売却対象になった。ウェルサンピア倉敷も2008年の3月末で閉鎖され、管理団体の年金・健康保険福祉施設整理機構が同施設の土地と建物を入札により3億5000万円の最低価格で売却しようとしたが買い手がつかず、同機構は最低価格を見直して再び入札を行うことになった。
その後、スケートリンクだけは同機構から借り受ける形で県スケート連盟により冬季のみの営業を続けていた。その間、市民や利用者と県スケート連盟による存続運動が起こり、日本スケート連盟の協力と署名を提出するなどして倉敷市に施設の存続を働きかけた。2009年、学校法人加計学園が倉敷市からの要請を受け、同学園の系列大学の教育研究拠点として再開されることとなった。
2021年5月14日に公開された日本映画『しあわせのマスカット』のロケ地となり、スケートリンクが使用された。

## 交通
- 駐車場　500台（無料）